# Antisovietism

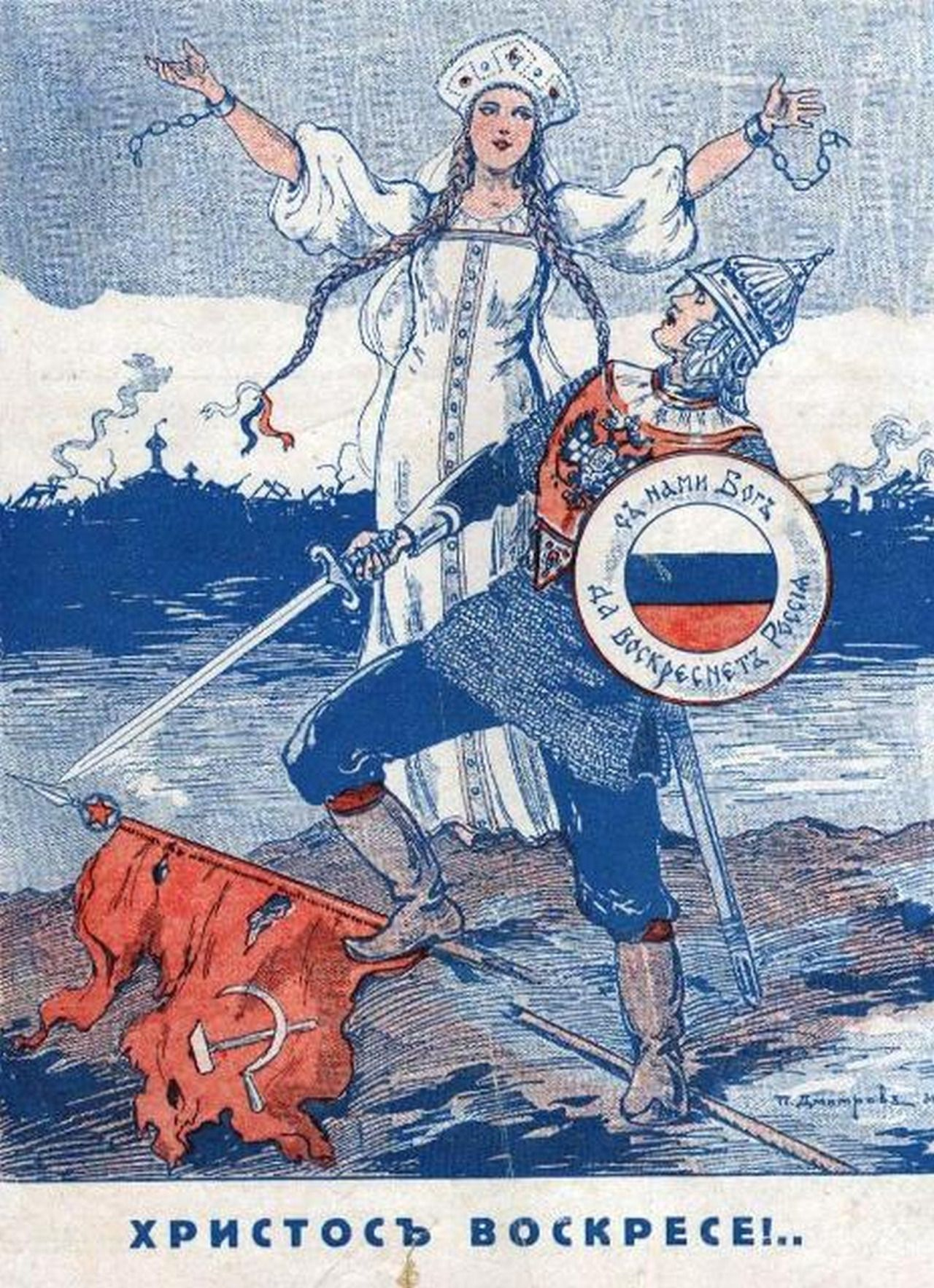
„Hristos a înviat!”
Prima pagină a revistei „Santinela” a emigranților albi ruși, 1932

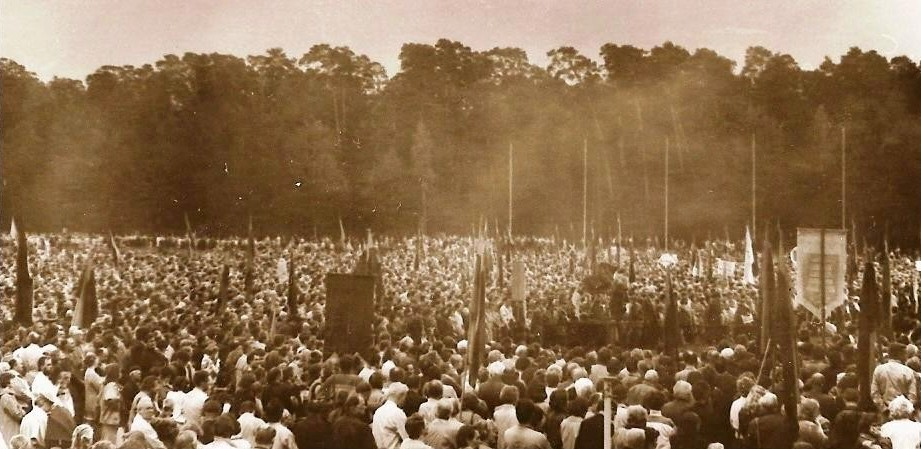
Miting antisovietic în Lituania la care au participat aproximativ 300.000 de persoane în 1988. Participanții la miting au condamnat Pactul Ribbentrop-Molotov. Sąjūdis a fost o mișcare care a dus la restabilirea independenței Lituaniei în 1990

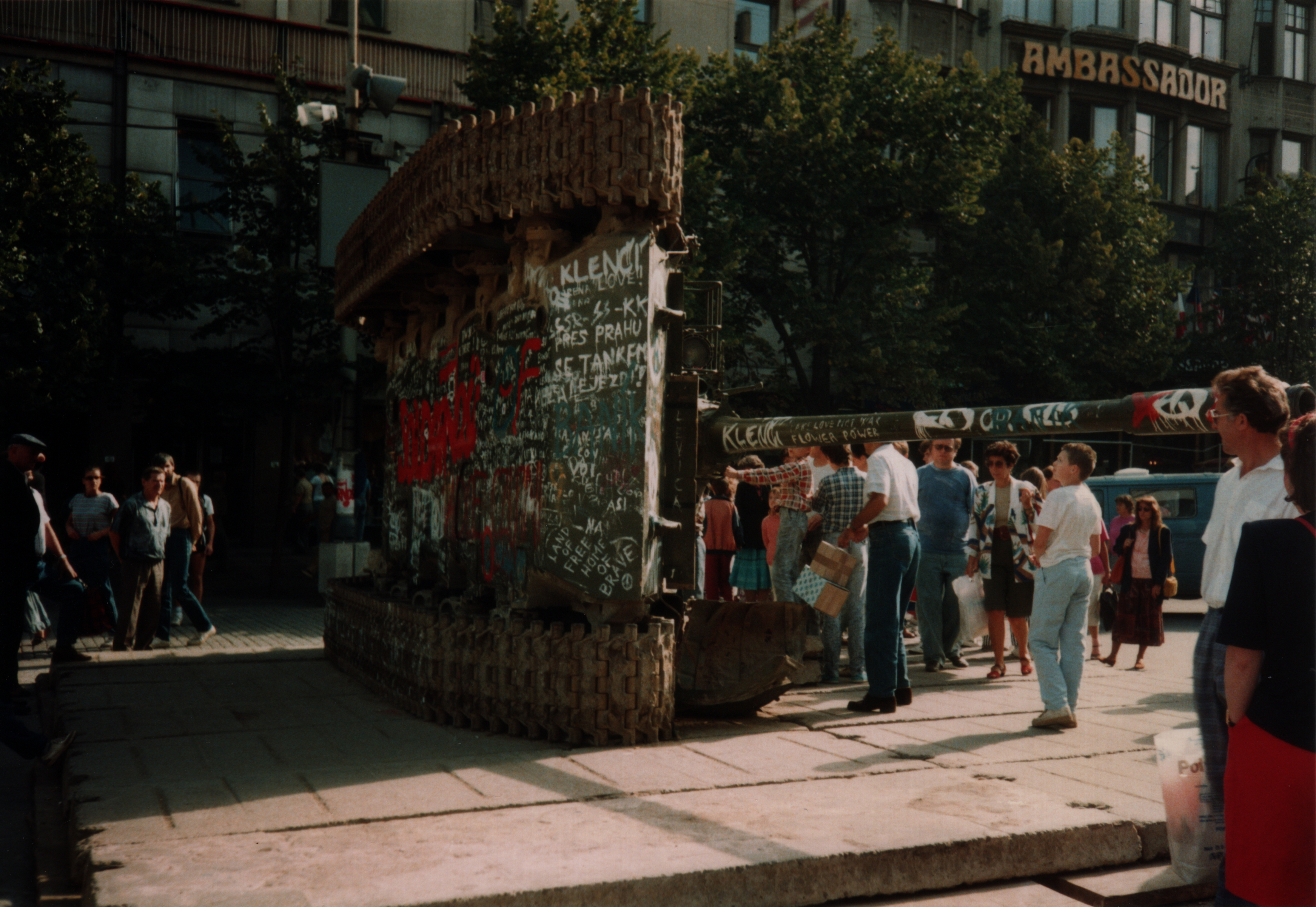
După Revoluția de catifea, a fost amplasat în Praga un trancT-55 din epoca sovietică, simbol al invaziei sovietică din 1968, în piața centrală, ca țintă a ridiculizării public

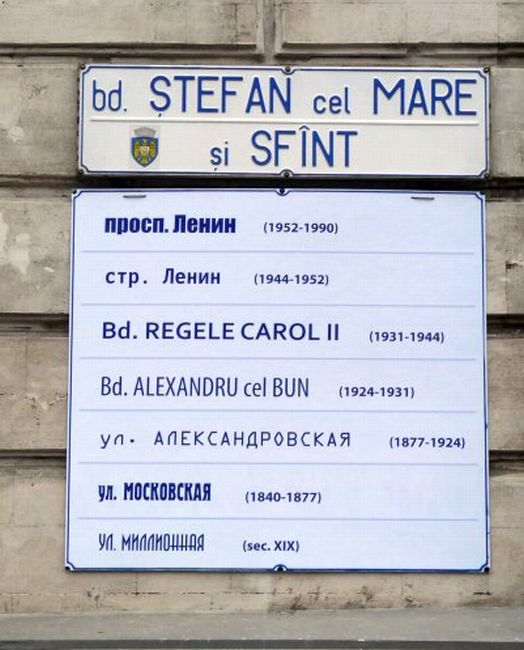
Placă cu istoricul denumirilor bulevardului Ștefan cel Mare și Sfânt din Chișinău. Întrucât placa a fost instalată ilegal, la scurt timp ea a fost demontată de către autoritățile locale.

Antisovietismul, sentimentul antisovietic, numit de autoritățile sovietice antisovetcina (în rusă антисоветчина), se referă la atitudinea unor persoane și activitățile care sunt îndreptate efectiv sau presupus împotriva Uniunea Sovietică sau a puterii guvernului sovietic
Se pot distinge trei variante diferite de utilizare a termenului:
- Antisovietismul în politica internațională, cum ar fi opoziția occidentală față de Uniunea Sovietică în timpul Războiului Rece ca parte mai largă a anticomunismului.
- Oponenții antisovietici ai bolșevicilori la scurt timp după Revoluția din Octombrie și în timpul Războiului Civil.
- Aplicat cetățenilor sovietici (presupus) implicați în activități antiguvernamentale.

## Istoric

### În Uniunea Sovietică
În timpul  Războiului Civil Rus care a izbucnit după Revoluția din Octombrie din 1917, Mișcarea Albă a reprezentat tabăra antisovietică. 
În perioada interbelică, o anumită mișcare de rezistență, în special în deceniul al treilea, a fost cultivată de  serviciile secrete poloneze sub forma „Prometeismului”. După invadarea Uniunii Sovietice de către Puterile Axei, au fost create forțe antisovietice conduse în principal de către Germania Nazistă – de exemplu Mișcarea Rusă de Eliberare).
În timpul Războiului Civil Rus, categorii întregi de oameni, cum ar fi membrii clerlui, foștii membri ai poliției Imperiului Rus sau culacii, au fost considerate în mod automat antisovietice. Au mai fost incluse în această categorie mulți alții, denumiți generic „inamici ai poporului". Cei care erau clasificați ca fiind antisovietici din cauza fostului lor statut social, erau adesea considerați vinovați ori de câte ori erau judecați pentru o încălcare reală sau închipuită a legii. 
Mai târziu, în Uniunea Sovietică, a fi antisovietic era o infracțiune penală, cunoscută sub numele de „agitație antisovietică”. Caracterizarea „antisovietic” era sinonimă cu „contrarevoluționar”. Termenul „antisovietism” era rar folosit, iar „antisovietic” (rusă антисоветчик) era folosit în sens depreciativ. Agitația și activitățile antisovietice erau delicte politice tratate de articolul 58 și, mai târziu, de articolul 70 din codul penal al RSFSR și de articole similare în alte republicilor sovietice. În februarie 1930, a avut loc o insurecție antisovietică în satul Sozaq din RASS Kazahă
După sfârșitul celui de-al Doilea Război Mondial, au existat mișcări anticomuniste est-europene împotriva Uniunii Sovietice ( de exemplu în Ucraina, Ungaria, România).

### În fostele republici sovietice

#### Estonia
Estonia a început în august 2022 îndepărtarea monumentelor sovietice. Începutul a fost făcut cu tancul T-34 din Narva, îndepărtarea lui fiind necesară pentru rațiuni de ordine publică și securitate internă

#### Letonia

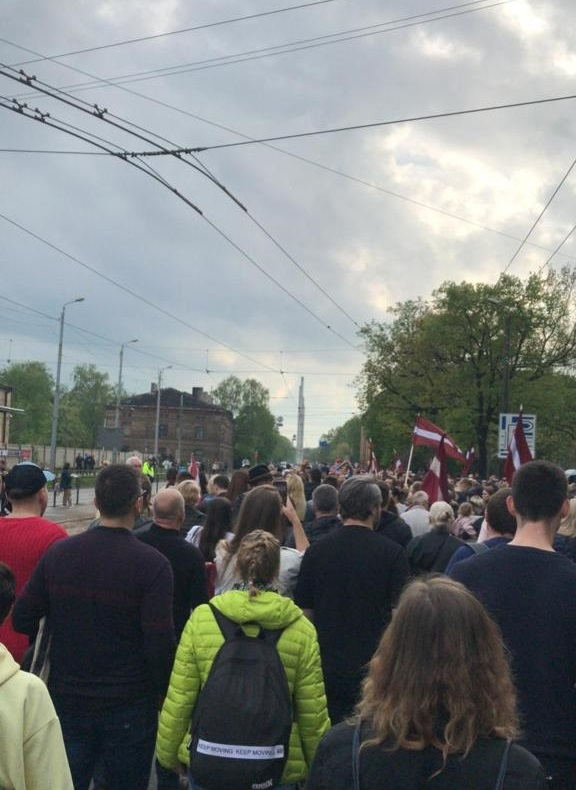
Manifestație la Riga pentru îndepărtare Monumentului victoriei Armatei Roșii.

Pe 6 mai 2022, în urma invadării Ucrainei de către Rusia, prim-ministrul leton Krišjānis Kariņš a anunțat că înlăturarea controversatului Monument al victoriei al Armatei Roșii este inevitabil.
Cinci zile mai târziu, a fost lansată o campanie publică de strângere de fonduri și au fost donați până pe 12 mai peste 39.000 de euro, zi în care Seimul Letoniei a votat suspendarea funcționării unei paragraf al unui acord între Letonia și Rusia privind conservarea structurilor memoriale. Până la 13 mai, suma totală a donațiilor ajunsese aproape la 200.000 de euro.

La mitingul „Debarasaerea de moștenirea sovietică”, care a avut loc pe 20 martie, au participat aproximativ 5.000 de persoane, în timp ce o contramanifestație Uniunii Ruse din Letonia nu a fost permisă din cauza problemelor de securitate
O listă de 93 de nume de străzi care încă glorifică regimul sovietic (cum ar fi 13 străzi denumite după Mișcarea Pionierilor), precum și 48 de nume de străzi date în timpul rusificării Letoniei, cum ar fi străzi care purtau numele unor oameni de cultură precum Aleksandr Pușkin sau a revoluționarilor Partidului Comunist Leton, a fost întocmită de istoricii de la Centrul de Memorie Publică și trimisă primăriilor corespunzătoare, cărora li s-a recomandat să le modifice.

#### Moldova
După proclamarea independenței Republicii Moldova, autoritățile locale au trecut modificarea denumirii străzilor care aminteau de ocupația imperială rusă sau de perioada sovietică. În orașele țării au fost modificate de exemplu denumirile străzilor. Nu întotdeauna s-a revenit la denumirile istorice. Unele dintre denumirile străzilor, care amintesc de oameni de cultură ruși. și-au păstrat numele, ca de exemplu strada Aleksandr Pușkin,  Strada Lev Tolstoi. Altele, și-au schimbat numele, fără să fi revenit la denumirile istorice, precum  Strada Sfatul Țării, (care s-a numit pe porțiuni strada Meșceanskaia și strada M.I Goleșnicev-Kutuzov în 1812-1918, strada Unirii și strada Vladimir de Hertza în 1924-1940 și 1941-1944, strada Meșceanskaia si strada Miciurin în 1940-1941 și 1944-1990), sau  Bulevardul Ștefan cel Mare și Sfânt, (care s-a numit pe porțiuni strada Moscovsakaia și strada Alexandrovskaia în 1812-1918, strada Alexandru cel Bun, Bulevardul Carol al II-lea 1924-1940 și 1941-1944, strada Alexandrovskaia 1940-1941 și 1944-1952 și Bulevardul Lenin 1952-1990).

## Declarații antisovietice ale unor personalități sau organizații
- Winston Churchill, Prim-ministrul Regatului Unit:

„Rusia a fost redusă de bolșevici la o stare animală, la barbarie. Bolșevicii se întrețin cu crime sângeroase... Civilizația este complet distrusă pe teritorii uriașe, iar bolșevicii se comportă ca niște babuini însetați de sânge printre ruinele orașelor și cadavrele victimelor lor...”
- Ronald Reagan,   Președintele Statelor Unite, în discursul „Imperiul Răului”ː

„
În timpul primei mele conferințe de presă în calitate de președinte, ca răspuns la o întrebare directă, am subliniat că, în calitate de buni marxist-leniniști, liderii sovietici au declarat în mod deschis și public că singura moralitate pe care o recunosc este cea care le va promova cauza, și anume revoluția mondială. Cred că ar trebui să precizez că l-am citat doar pe Lenin, spiritul lor călăuzitor, care a spus în 1920 că ei resping orice moralitate care provine din idei supranaturale - acesta este numele lor pentru religie - sau idei care sunt în afara concepțiilor de clasă. Moralitatea este în întregime subordonată intereselor luptei  de clasă. Și este moral tot ceea ce este necesar pentru anihilarea vechii ordini sociale exploatatoare și pentru unirea proletariatului(...)Ei bine, cred că refuzul multor oameni influenți de a accepta acest fapt elementar al doctrinei sovietice ilustrează o reticență istorică de a vedea puterile totalitare așa cum sunt ele. (...)Da, să ne rugăm pentru mântuirea tuturor celor care trăiesc în acel întuneric totalitar - să ne rugăm ca ei să descopere bucuria de a-L cunoaște pe Dumnezeu. Dar, până când o vor face, să fim conștienți că, în timp ce ei predică supremația statului, îi declară omnipotența asupra omului individual și îi prezic o eventuală dominație asupra tuturor popoarelor de pe Pământ, ei sunt focarul răului în lumea modernă. ”
- Averki (Taușev), arhiepiscop al  Bisericii Ortodoxă Rusă din afara Rusiei:

„Nu știm, oare, cât de mult rău a cauzat regimul sovietic luptător împotriva lui Dumnezeu al pământului rusesc, cât de mult sânge nevinovat a vărsat, pe câți ruși a făcut cei mai nefericiți dintre muritori, câte mari sanctuare istorice ale poporului rus a distrus și profanat, cum a profanat sufletul rusului ortodox, câtă murdărie, josnicie și cea mai neînfrânată grosolănie a adus în viața poporului rus, stârnind și trezind în mod artificial în suflete tot felul de instincte vicioase și criminale, stârnind fiara din om, chiar în rusul care era atât de faimos înainte pentru smerenia, blândețea, mila și cele mai bune și adevărate calități ale sufletului cu adevărat creștin?
”
- Călugărul martir Ioan (Ivan Arsentievici Emelianov), împușcat în 1937:

„Cred că puterea sovietică este puterea lui Antihrist și a fost trimisă oamenilor ca pedeapsă.”
- Dintr-o declarație a Parlamentului Estoniei:

„ În timp ce crimele regimului nazist din Germania au fost condamnate la nivel internațional, cele ale Uniunii Sovietice nu au fost condamnate.”